# Боже мій
«Боже мій» (ісп. Válgame Dios) — венесуельська теленовела 2012 року, знята продюсером Кароліною де Якобо. В головних ролях — Сабріна Сіара, Едуардо Ороско та Рікардо Аламо. Виходила на телеканалі Venevisión з 13 березня по 3 жовтня 2012 року.

## Сюжет
На жінок з клану Лопес напало жахливе прокляття, яке триває вже 100 років. Це прокляття заважає їм мати справжнє кохання. Вони завжди потрапляють на нещастя, закохуючись у двох чоловіків: один чудовий чоловік, серйозний і відповідальний, а інший безвідповідальний негідник, але врешті-решт вони вибирають поганого.

## У ролях
| Актор              | Роль                          |
| ------------------ | ----------------------------- |
| Сабріна Сіара      | Ямілет Лопес                  |
| Едуардо Ороско     | Ігнасіо «Начо» Кастільо       |
| Рікардо Аламо      | Хосе Альберто Гамбоа          |
| Жан Карло Сіманкас | Іносенте Кастільо             |
| Флавія Глеске      | Дінора Кальканьо              |
| Джіджі Занчетта    | Маріела Кампос де Гамбоа      |
| Роберто Мессутті   | Кайо Кастільо Родрігес        |
| Росмері Марвал     | Кімберлі Кастільо Родрігес    |
| Естефанія Лопес    | Габріела «Габі» Гамбоа Кампос |
| Аран де лас Касас  | Гектор Субізаррієта           |
| Ракель Янез        | Ньєвес Перес                  |
| Карлота Соса       | Марбеліс Родрігес де Кастільо |
| Беатріс Вальдес    | Гільєрміна Лопес              |